# أسطورة العشرة بالمئة من قدرة الدماغ

عقل وجمجمة البشر

أسطورة العشرة بالمئة من الدماغ هي فرضية لم تبرهن علميًا بعد؛ تقول بأن الإنسان لا يستخدم سوى عشرة بالمئة فقط من قدرات دماغه. وإذا تمكن شخص عادي من استخدام نسبة التسعين بالمئة الباقية فسوف يتحول إلى عبقري يمكنه تذكر النسبة التقريبية «باي π» حتى المنزلة العشرية الثانية والعشرين، أو ربما يمكن أن يمتلك قوى تحريك الأشياء عن بُعد. وتعد تلك الفرضية مجرد أسطورة بالنسبة لكثير من العلماء والباحثين حيث أنه ليس ثمة دليل يؤكد صحتها.
وقد أظهرت التغييرات في المادة الرمادية والأبيض بعد التجارب والتعلم الجديدة، ولكن لم يثبت بعد ما هي التغييرات. الفكرة الشعبية التي تقول إن أجزاء كبيرة من الدماغ لا تزال غير مستخدمة، ويمكن بعد ذلك «تفعيلها»، تقع في الفولكلور الشعبي وليس العلم. على الرغم من أن أسرار وظيفة الدماغ لا تزال - على سبيل المثال الذاكرة، الوعي، علم وظائف الأعضاء - تشير إلى أن جميع مناطق الدماغ لديها وظيفة.

## الأصل
يعود أصل الأسطورة لنظرية الطاقة الاحتياطية التي وضعت من قبل علماء النفس في جامعة هارفارد وليم جيمس وبوريس سيديس في تسعينيات القرن 19 اللذان اختبرا نظرية معجزة وليام سيديس في درجة البلوغ والذكاء والتي أجروها على 250-300 طفل، حيث قال وليام جيمس أن الناس لا تستخدم سوى جزء بسيط من إمكاناتهم العقلية الكاملة، وهي نسبة معقولة. وفي عام 1936، لخص الكاتب الأمريكي توماس لويل هذه الفكرة (في مقدمة ديل كارنيجي، كيف تكسب الأصدقاء وتؤثر في الناس) وذلك بإضافة نسبة مئوية محددة: «البروفيسور ويليام جيمس من جامعة هارفارد كان يقول أن الرجل المتوسط يتطور بنسبة عشرة في المئة فقط من قدراته العقلية الكامنة».على الرغم من أن جيمس كان يتكلم عن الإمكانات غير المستغلة، فإن عددًا من معلمي التفكير الإيجابي حوّل “10% من إمكاناتنا” إلى “10% من الدماغ”.". بالإضافة إلى ذلك، فإن وصف الباحثين القدامى للنسبة الكبيرة من الدماغ البشري “بالقشرة الجمعية” – والتي تعتبر ذات أهمية حاسمة للُغة والتفكير المجرد - قد عزز هذا الانطباع الخاطئ." وفي سياق مماثل، فإن اعتراف الباحثين الأوائل بعدم معرفتهم ماذا تفعل 90% من الدماغ، ربما غدى أسطورة أنه لا يفعل شيئًا. أخيرًا، على الرغم من ترديد الإدعاء أن ألبرت آينشتاين قد تكلم مرة عن ذكاءه بالرجوع إلى أسطورة الـ 10%، فليس هناك دليل أنه تلفظ أبدًا بهذه الجملة.
وفي 1970م، قام عالم النفس والمربي جورجي لوزانوف، باقتراح طريقة تدريس suggestopedia معتبرًا «أننا قد نستخدم فقط 5-10% من القدرات العقلية لدينا». كما نسب أن أصل الأسطورة لويلدر بنفيلد، جراح الأعصاب المولود في الولايات المتحدة الذي كان أول مدير للمعهد العصبي في مونتريال بجامعة مكغيل.
على الرغم من أن أجزاء كثيرة من وظائف المخ قد فهمت على نطاق واسع، ولكن لا تزال العديد من الأسرار حول كيفية عمل خلايا المخ (أي الخلايا العصبية والدبقية) التي تعمل معًا لإنتاج السلوكيات المعقدة والاضطرابات، والسؤال الأكثر غموضًا هو كيف تتعاون مناطق مختلفة من الدماغ لتكوين الخبرات الواعية. حتى الآن، لا يوجد دليل على أن هناك موقع واحد للوعي، الأمر الذي يؤدي إلى أن الخبراء يعتقدون أنه هو حقًا جهد عصبي جماعي. لذلك، كما هو الحال مع فكرة جيمس أن البشر لديهم القدرة المعرفية والإدراكية غير المستغلة، قد يكون من أن جزءًا كبيرًا من الأسئلة حول الدماغ لم تتم الإجابة عنها بشكل كامل.
يقول يوري جيلر، محاولًا إقناع الناس، في مقدمة كتابه قوة عقل يوري جيلر "
عقولنا قادرة على الأعمال الفذة الرائعة الغير معقولة، حتى الآن لا
نستخدمها لِسِعَتِها الكاملة. في الحقيقة معظمنا نستخدم فقط حوالي 10
بالمئة من أدمغتنا إذا كان ذلك كذلك، التسعون في المئة الآخرين ممتلئون
بجهد غير مُستغَل وقدرات غير مكتشَفة والذي يعني أن عقولنا تعمل في مجال
محدود جدًا بدلًا من اتساعها الكامل.
وقد تم عمل العديد من الكتب والأفلام، والقصص القصيرة التي ترتبط ارتباطًا وثيقًا بهذه الأسطورة. وتشمل هذه الرواية حقول الظلام، وفيلم التكيف سنة 2002 الذي (يدعي 20% بدلا من 10%)، فضلًا عن فيلم لوسي سنة 2014، وكلها تعمل تحت فكرة أن بقية الدماغ يمكن الوصول إليها من خلال استخدام المخدرات. فيلم لوسي، على وجه الخصوص، يصور الطابع الذي يكتسب قدرات إلهية متزايدة بمجرد أن يتجاوز 10٪.
تظهر أسطورة الدماغ 10% في كثير من الأحيان في الإعلانات، وغالبًا ما نقلت كما لو كانت حقيقة في وسائل الإعلام والترفيه.

## نقد الأسطورة
بعض الباحثين يثبتون أن برهان القوة العقلية التي تأتي من الأغلبية غير المستخدمة للمخ مبنية على
المغالطة المنطقية للبرهان من الجهل. في هذه المغالطة، افتقار الدليل
لموقف (أو ببساطة نقص المعلومات) تستخدم محاولةً لدعم ادعاء خاص. حتى لو
كان ذلك حقيقي فإن الغالبية الشاسعة من عقل الإنسان غير مستخدمة، وتعني أن أي سعة إضافية يمكن بطريقة
ما أن تعطي الناس قوى خارقة. تبرز هذه المغالطة طول الوقت في الإدعاءات
الخارقة، وسائده بين أنصار الأطباق الطائرة. على سبيل المثال،
يرى شخصان ضوءا غريبا في السماء. الأول، مصدق لوجود الأطباق الطائرة
يقول «انظر هناك! هل تستطيع تفسير ذلك؟» المشكك يرد أنه لا يستيطع،
المصدق مبتهجا «ها، أنت لا تعلم ما هذا، إذن حتما هو مخلوقات فضائية»
مجادلا عن جهل.
ما يلي هو اثنين من الأسباب التي تجعل قصة العشرة بالمئة مشكوك فيها.
(لمزيد من التفاصيل المتعمقة والمفصلة للموضوع، انظر باب باري بيرشتاين
في كتاب لعام 1999 أساطير العقل: اكتشاف غوامض العقل كل يوم)
1) تفحص تقنيات بحث تصوير الدماغ مثل ت.إ.م (التصوير المقطعي لانبعاثات
الموضع) أو ت.ر.م.و (تصوير الرنين المغناطيسي الوظيفي) تُظهر جليا أن
الأغلبية الشاسعة من المخ ليست مهملة أو غير مستغلة. حقا، على الرغم من ان
وظائف قليلة معينة قد تَستخدم فقط جزءا صغيرا من المخ في وقت واحد، فإن
أي مجموعة من النشاطات المعقدة بما فيه الكفاية أو أساليب الفكر سوف
تَستخدم بالفعل أجزاء كثيرة من المخ. تماما مثل الناس لا تستخدم كل
مجموعات العضلات في وقت واحد، هم أيضا لا يستخدمون كل أدمغتهم في وقت
واحد. مع أي نشاط معين مثل الأكل، مشاهدة التلفاز، اللقاء الحميمي، أو
القراءة قد تستخدم أجزاء معينة قليلة من مخك. في غضون يوم كامل، كل المخ
على وشك الاستخدام مرة واحدة أو أخرى.
2) تفترض الأسطورة توطين شديد لوظائف المخ. لو كانت الأجزاء «المستخدمة»
أو «الضرورية» للمخ منتشرة في جميع انحاء العضو قد يوحي هذا أن معظم
الدماغ ضروري في الحقيقة. ولكن توحي الاسطورة ان الجزء المستخدم من المخ
هو منطقة منفصلة والجزء الغير مستخدم هو مثل الزائدة الدودية أو لوزة
الحلق، مستولية على فراغ ولكن أساسا غير ضرورية. ولكن إذا كانت كل تلك
الأجزاء غير مستخدمة فإن استئصال أو تلف للجزء الغير مستخدم لزم ان يكون
ثانوي أو غير ملحوظ. لازال الناس الذين يعانون من صدمة أو ضربة الدماغ أو
إصابة مخ أخرى غالبا ضعاف بشدة. هل سمعت من قبل طبيبا يقول " لكن لحسن
الحظ عندما دخلت الرصاصة جمجمته دمرت فقط التعسين في المئة من المخ التي
لم يستخدمها" ؟ بالطبع لا.

## الصور المختلفة لأسطورة العشرة بالمئة
الأسطورة ليست ببساطة شئ ثابت أو حقيقة وهمية غير مفهومة، كان لها عدة
أشكال، وهذا التكيف قد أعطاها فترة تخزين أطول من علامة تجارية مطلية. في
الصورة الأساسية، تدعي الأسطورة أن عالما اكتشف منذ سنين عدة أننا بالفعل
نستخدم عشرة بالمئة من دماغنا التي رسمت بالتفصيل، وهذا بدوره سيئ فهمه
حيث عشرة في المئة مستخدمة. وصفت صورة ثالثة فيما مضى بواسطة كريج كارجس
. هذا المرأي أن المخ مقسم بعناية إلى جزئين: العقل الواعي والذي يستخدم
10 إلى 20 في المئة من الوقت (محتملا على حسب القدرة) ; والعقل اللا واعي
حيث الثمانون إلى التسعين بالمئة غير مستخدمة. هذا التوصيف يكشف سوء فهم
عميق لدراسة وظيفة الدماغ.
إن جزءا من السبب لطول حياة الأسطورة أنه لو يمكن إثبات صورة واحدة أنها
غير صحيحة، فالشخص الذي تمسك بالاعتقاد يستطيع ببساطة نقل سبب اعتقاده
لشخص آخر بينما الاعتقاد نفسه يظل سليم. لذا، على سبيل المثال، لو شخص
معروض على فحوضات ال ت.إ.م تصور نشاط خلال المخ بأكمله، لازال يستطيع
ادعاء ذلك، حسنا، رقم التسعين بالمئة أشار حقيقة إلى العقل اللا واعي،
ولهذا السبب رقم العشرة في المئة لا يزال أساسا صحيح.
بغض النظر عن الرواية الدقيقة المفهومة، الأسطورة منتشرة وتعاد، بواسطة
القصد الجيد والمضلل عمدا. إن الاعتقاد الذي يبقى حينذاك الذي يسمية روبرت
ج.سامويلسون "حقيقة نفسية", "هو الاعتقاد الذي - مع أنه غير مدعم بدليل
قوي، يؤخذ كحقيقي لأن تكراره المستمر يغير الطريقة التي نختبر بها
الحياة". الأناس الذين لا يعرفون شئ أفضل سيكررون مرة تلو الأخرى، حتى -
مثل التحذير من السباحة مباشرة بعد الأكل- يصدق الإدعاء على نطاق واسع.
(«انتصار الحقيقة النفسية» نيوزويك، 9 مايو 1994).
إن أصول الأسطورة ليست كلها واضحة. بيرشتاين من معمل سلوك الدماغ بجامعة
سيمون فريزر في كولومبيا البريطانية تتبع أثرها حتى الجزء المبكر من
القرن. عمود لعام 1998 في مجلة العالِم الجديد اقترحت أيضا جذورا عديدة
متصمنة ألبرت أينشتاين وديل كارنيجي («مصرف المخ»). من الرجح أن لها عدد
من المصادر سيئ فهم أو سيئ تفسير نتائج علمية منطقية اساسا مثل معلمي
تطوير الذات.

## وصلات إضافية
https://faculty.washington.edu/chudler/tenper.html
http://psychology.about.com/od/biopsychology/a/10-percent-of-brain-myth.htm
http://www.wired.com/2014/07/everything-you-need-to-know-about-the-10-brain-myth-explained-in-60-seconds/